# Nguyễn Kim Sơn
Nguyễn Kim Sơn (sinh ngày 18 tháng 11 năm 1966) là nhà nghiên cứu Nho học, nhà chính trị và nhà quản lý giáo dục người Việt Nam. Ông hiện là Ủy viên Ban Chấp hành Trung ương Đảng Cộng sản Việt Nam khóa XIII, Bộ trưởng Bộ Giáo dục và Đào tạo, Chủ tịch Hội đồng Giáo sư Nhà nước nhiệm kỳ 2024 - 2029, nguyên Giám đốc Đại học Quốc gia Hà Nội.

## Tiểu sử
Ông sinh  ngày 18 tháng 11 năm 1966 tại Tân Trào, Kiến Thụy, thành phố Hải Phòng.

### Học vấn
Năm 1984, ông tốt nghiệp trung học Trường Trung học phổ thông Ngô Quyền, Hải Phòng.
Năm 1990, ông Sơn tốt nghiệp khoa Ngữ văn Trường đại học Tổng hợp Hà Nội (nay là Trường Đại học Khoa học Xã hội và Nhân văn, Đại học Quốc gia Hà Nội) chuyên ngành Hán Nôm; rồi ở lại trường giảng dạy tại khoa (từ 1991 - 2002).
Năm 1996 ông bảo vệ Phó Tiến sĩ (nay tương đương tiến sĩ) Khoa học Ngữ văn tại Trường Đại học Khoa học xã hội và Nhân văn, Đại học Quốc gia Hà Nội. Luận văn của ông có nhan đề "Những xu hướng của nho học Việt Nam nửa thế kỷ XVIII nửa đầu thế kỷ XIX và sự tác động của nó tới văn học", người hướng dẫn PGS. Trần Đình Hượu, PGS. Bùi Duy Tân.
Năm 2005, ông được bổ nhiệm chức danh Phó Giáo sư.
Năm 2007-2008, ông làm học giả thỉnh giảng (visiting scholar) nghiên cứu  tư tưởng Nho giáo ở Việt Nam tại Viện Harvard-Yenching, trong khuôn viên Đại học Harvard (viện này độc lập với Đại học Harvard nhưng do Đại học này tham gia với tư cách thành viên sáng lập, không liên quan gì đến nhà nước Trung Quốc. Viện có chương trình đưa các học giả châu Á sang hợp tác nghiên cứu tại Đại học Harvard).

## Giảng dạy và quản lý ở Đại học Quốc gia Hà Nội
Sự nghiệp của ông Nguyễn Kim Sơn gắn liền với Đại học Quốc gia Hà Nội.
Từ tháng 4 năm 1991 đến tháng 2 năm 1999, ông là cán bộ giảng dạy Khoa Ngữ văn, Trường Đại học Khoa học Xã hội và Nhân văn, Đại học Quốc gia Hà Nội.
Tháng 3 năm 1999 đến tháng 3 năm 2002, ông kiêm thêm chức vụ Bí thư Đoàn TNCSHCM Trường Đại học Khoa học Xã hội và Nhân văn, Đại học Quốc gia Hà Nội.
Tháng 4 năm 2002 đến tháng 3 năm 2003, ông làm Phó Giám đốc Trung tâm Nghiên cứu Trung Quốc, Trường Đại học Khoa học Xã hội và Nhân văn, Đại học Quốc gia Hà Nội.
Tháng 4 năm 2003 đến tháng 4 năm 2006, ông là Trưởng phòng Đào tạo kiêm Phó Giám đốc Trung tâm Nghiên cứu Trung Quốc, Trường Đại học Khoa học Xã hội và Nhân văn, Đại học Quốc gia Hà Nội.
Tháng 5 năm 2006 đến tháng 5 năm 2007, ông là Trưởng phòng Đào tạo kiêm Giám đốc Trung tâm Nghiên cứu Trung Quốc, Trường Đại học Khoa học Xã hội và Nhân văn, Đại học Quốc gia Hà Nội.
Tháng 11 năm 2009 đến tháng 5 năm 2010, ông là Phó Hiệu trưởng, Phó Bí thư Đảng ủy Trường Đại học Khoa học Xã hội và Nhân văn kiêm Giám đốc Trung tâm Nghiên cứu Trung Quốc, Trường Đại học Khoa học Xã hội và Nhân văn, Đại học Quốc gia Hà Nội.
Tháng 1 năm 2012 đến tháng 2 năm 2016, ông là Phó Bí thư Đảng ủy, Phó Giám đốc Đại học Quốc gia Hà Nội;
Tháng 2 năm 2016 đến tháng 6 năm 2016, ông là Phó Bí thư Thường trực Đảng ủy, Phó Giám đốc Thường trực Đại học Quốc gia Hà Nội;
Ngày 30 tháng 6 năm 2016, ông được bổ nhiệm là Giám đốc Đại học Quốc gia Hà Nội và từ ngày 20 tháng 9 năm 2016 là Bí thư Đảng ủy Đại học Quốc gia Hà Nội.
Ngày 3 tháng 1 năm 2019, ông trở thành Giám đốc Đại học Quốc gia Hà Nội kiêm giữ chức Chủ tịch Hội đồng Đại học Quốc gia Hà Nội nhiệm kỳ 2018-2023. Trong thời gian Đại học Quốc gia Hà Nội tiến hành thí điểm phương án Đổi mới Tuyển sinh Đại học bằng cách thi Đánh giá năng lực, ông Nguyễn Kim Sơn là người trực tiếp chỉ đạo việc triển khai thực hiện công việc này.

## Bộ trưởng Giáo dục và Đào tạo
Ngày 8 tháng 4 năm 2021, ông được Thủ tướng Chính phủ Phạm Minh Chính đề cử, Quốc hội khóa XIV phê chuẩn và Chủ tịch nước Nguyễn Xuân Phúc đã ký quyết định bổ nhiệm ông giữ chức vụ Bộ trưởng Bộ Giáo dục và Đào tạo.
Ngày 26 tháng 5 năm 2021, Theo Quyết định số 770/QĐ-TTg của Thủ tướng Chính phủ Phạm Minh Chính, ông Nguyễn Kim Sơn, Bộ trưởng Bộ Giáo dục và Đào tạo được bổ nhiệm giữ chức Chủ tịch Hội đồng Giáo sư nhà nước nhiệm kỳ 2018-2023.
Ngày 28 tháng 7 năm 2021, ông được Thủ tướng Chính phủ Phạm Minh Chính đề cử, Quốc hội khóa XV phê chuẩn và Chủ tịch nước Nguyễn Xuân Phúc đã ký quyết định bổ nhiệm ông giữ chức vụ Bộ trưởng Bộ Giáo dục và Đào tạo. Năm 2023, ông làm Phó Chủ tịch Ủy ban Quốc gia về trẻ em.

### Vấn đề sách giáo khoa và học phí
Vào năm 2022 nhiều phụ huynh thắc mắc về giá thành sách giáo khoa ngày càng đắt, nguyên nhân được đưa ra là "khổ to hơn, giấy tốt hơn" ông Nguyễn Kim Sơn trả lời Đại biểu Quốc hội trong phiên chất vấn. Kể từ thời người tiền nhiệm là Phùng Xuân Nhạ sách giáo khoa mới bị cho là có "sạn" và dưới thời ông Sơn cũng có ý kiến trái chiều về sách giáo khoa mới vì có nhiều vấn đề. Ngày 20 tháng 6 năm 2022, Mặt trận Tổ quốc Việt Nam TP Hà Nội tổ chức hội nghị phản biện xã hội đối với dự thảo nghị quyết của HĐND thành phố về mức thu học phí của cơ sở giáo dục mầm non, giáo dục phổ thông công lập năm học 2022-2023, kết quả hơn 53.700 người đồng ý với dự kiến mức thu học phí,chiếm hơn 72%, hơn 20.000 ý kiến không đồng tình chiếm 27%, kết quả này bị đại biểu Mặt trận Tổ quốc thành phố nghi ngờ.

### Lạm thu tại trường học
Trước vấn nạn lạm thu đầu năm học khiến nhiều phụ huynh bức xúc, Bộ trưởng Nguyễn Kim Sơn đã có văn bản trả lời cử tri về kiến nghị xem xét chức năng của Hội cha mẹ học sinh khi để xảy ra vấn nạn nhiều khoản thu không đúng quy định trong thời gian qua.

## Nghiên cứu
Công bố khoa học của ông được đăng trên các tạp chí ở trong cũng như ngoài nước. Một số bài báo quốc tế:
- Kim-Son Nguyen. The Reception of Confucianism in Vietnam: From Early Times to the early of 20^(th) Century. Taiwan Journal of East Asian Studies. Vol.14, no.2 (2017): 171-187.  DOI: 10.6163/TJEAS.201712_14(2).0005
- Kim-Son Nguyen. Le Quy Don's evaluation on Zhu Xi's thoughts of Book of Documents (Shujing) - A case study of Interpretation of Book of Documents (Shujing Yanyi), Collection of Chinese Studies; Vol. 25 (2017), 25 - 40.
- Chun-Chieh Huang and Kim-Son Nguyen. Introduction to Sources in Vietnamese Confucianism. Taiwan Journal of East Asian Studies. Vol.6, no.2 (2009): 221–26.
- Kim-Son Nguyen. Contemporary Confucianism Research in Vietnam: Situations and Directions. Taiwan Journal of East Asian Studies. Vol.5, no.2 (2008): 155-172.

Ông là tác giả/chủ biên những sách sau:
- Một số vấn đề Nho giáo Việt Nam (đồng tác giả), NXB Chính trị Quốc gia, 1998.
- Từ điển Tác giả, tác phẩm Văn học Việt Nam (dùng cho nhà trường), NXB Đại học Sư Phạm, 2000.
- Tư liệu văn hiến Thăng Long – Hà Nội – Tuyển tập địa chí (đồng chủ biên). NXB Hà Nội, 2010
- Nho tạng tinh hoa biên - Việt Nam bộ (chủ biên, 2 tập), NXB Đại học Bắc Kinh, Trung Quốc, 2013.
- Kinh điển Nho gia tại Việt Nam (chủ biên). NXB Đại học Quốc gia Hà Nội, 2014
- Nguyên điển Nho học Việt Nam (chủ biên, 10 tập), NXB Đại học Quốc gia Đài Loan (2013-2015).
- Giáo trình tản văn triết học Tống - Minh: Văn bản và triết lý. NXB Đại học Quốc gia Hà Nội, 2016
- Trần Nhân Tông – Thiền lạc và thi hứng (chuyên luận). NXB Đại học Quốc gia Hà Nội, 2017
- Nho học Đông Á truyền thống và hiện đại (chủ biên). NXB Đại học Quốc gia Hà Nội, 2017
- Nghiên cứu Nho giáo Việt Nam, quan điểm và phương hướng (chủ biên). NXB Đại học Quốc gia Hà Nội, 2018
- Tộc ước gia quy Thăng Long – Hà Nội (Khảo cứu và dịch thuật). NXB Hà Nội, 2018.

Nguyễn Kim Sơn là ủy viên Hội đồng biên soạn Nho tạng thế giới; Ủy viên Hội đồng biên tập Tạp chí Taiwan Journal of East Asian Studies (Đài Loan); Ủy viên Ban Điều hành Hiệp hội Nghiên cứu Nho giáo thế giới.

## Gia đình
Bố của ông là nhà báo Kim Toàn (Nguyễn Kim Toàn), nguyên thành ủy viên thành ủy Hải Phòng, Tổng Biên tập Báo Hải Phòng. Bác của ông là Nguyễn Kim Tín (tức Vân Nam), nguyên thành uỷ viên thành uỷ Hải Phòng, Giám đốc Sở Thương mại, Du lịch và Dịch vụ Hải Phòng.
Em trai ông là Nguyễn Kim Trung (tức Nguyễn Kim Khiêm), nguyên là Giám đốc Đài Truyền hình Kỹ thuật số VTC, hiện giữ chức Tổng Giám đốc, Tổng Biên tập Đài Phát thanh và Truyền hình Hà Nội.